# Estación Arauco
Arauco es una antigua estación ubicada en la comuna chilena de Arauco y formó parte de  Ferrocarril Particular a Curanilahue, que pasó a manos de los Ferrocarriles del Estado en la década de 1950. Fue punta de rieles del subsubramal Carampangue - Arauco, que fue levantado, quedando sólo algunos vestigios del terraplén.